# 초당동
초당동(草堂洞)은 대한민국 강원특별자치도 강릉시의 행정동이다.

## 개요
초당이라는 지명은 최초의 한글소설 "홍길동전"을 남긴 교산 허균, 동양삼국에 문명을 떨친 시인 허난설헌, 이들의 아버지 허엽의 호 "초당" 이 마을 이름이 되었다고 전해진다.
초당동은 상고시대에는 예의속국으로 있었으며 기원전 127년에 창해군으로 편입되었고 한무제 때에는 임둔의 땅이었다. BC 30년에 동예의 땅으로 계승되어, 고구려 시대에는 하슬라로 신라시대에는 하서소경의 땅으로, 고려 때에는 동원경의 속현으로 이어져 조선시대에는 진관부에 속해 있었다. 1913년 군내면, 1916년 강릉면, 1931년 강릉읍에 속해 있다가 1955년9월 1일 강릉읍이 경포면 성덕면과 병합하여 강릉시로 승격되면서 행정동인 초당동으로 개칭되어 초당, 강문 2개의 법정동을 관할하게 되었다.

## 법정동
- 초당동
- 강문동(江門洞)

## 교육
- 초당초등학교
- 강릉고등학교

## 아파트
| 단지명    | 건설사   | 시행사         | 주소          | 입주       | 비고 |
| --------- | -------- | -------------- | ------------- | ---------- | ---- |
| 초당 현대 | 현대건설 | ㈜서울주택개발 | 초당원길 26-2 | 1995년 3월 |      |

## 관광
- 허균.허난설헌 기념공원
- 허균.허난설헌 기념관
- 강문해변
- 스카이베이 경포호텔
- 초당두부마을

## 같이 보기
- 순두부